# خالد تليمة
خالد تليمة ناشط سياسي وكاتب صحفي وإعلامي. ولد خالد 10 يونيو عام 1984 اوسيم الجيزة. حصل علي بكالوريس كلية التجارة - شعبة نظم المعلومات الإدارية عام 2005 وحاليا يدرس للحصول علي درجة ماجستير الإعلام الإلكتروني حاليا بكلية الإعلام جامعة القاهرة.

## النشاط السياسي
بدأ خالد تليمة نشاطه السياسي عام 2001 في اتحاد الشباب التقدمي «الجناح الشبابي لحزب التجمع». وتدرج فيه من عضو ثم أمين قسم أوسيم ثم أمين الجيزة ثم أمين التنظيم المركزى ثم أمينا عاما حتى استقال منتصف عام 2012. كان عضو الأمانة المركزية والأمانة العامة لحزب التجمع حتى استقال منتصف عام 2012, عضو المكتب التنفيذى لائتلاف شباب الثورة حتى الإعلان عن حله عقب الانتخابات الرئاسية، عضو مجلس أمناء والمكتب التنفيذى للتيار الشعب وعضو جبهة 30 يونيو «مجموعة إدارة العمل اليومى».

عام 2011 خاض انتخابات مجلس الشعب كمرشح لائتلاف شباب الثورة عن دائرة أوسيم والوراق ومنشأة القناطر.

## مهنيا
أثناء فترة الدراسة عمل  خالد تليمة بشركة أوليمبك إليكتريك. قبل التحاقه بالخدمة العسكرية عمل مساعدا للدكتور عبد المنعم تليمة أستاذ الأدب العربي بكلية الآداب جامعة القاهرة. منذ نهاية عام 2007 التحق للعمل بالقسم السياسي بجريدة الأهالي حتى منتصف عام 2011. من منتصف عام 2008 حتى فبراير 2011 مديرا لتحرير الموقع الإلكتروني التابع للجنة القومية للدفاع عن سجناء الرأي والحريات تحت إشراف أمحمد عبد القدوس عضو مجلس نقابة الصحفيين. منذ بداية 2012 حتى الآن يعمل كمحاور في قناة أون تى في. 

شغل خالد تليمة وظيفة نائب وزير الشباب في حكومة الببلاوي. 

أدي الخدمة العسكرية وحصل على شهادة تأدية الخدمة العسكرية بدرجة أخلاق قدوة حسنة.

## المشاركة في فعاليات خارجية
- الأردن إبريل 2010 اجتماع منطقة الشرق الأوسط لاتحاد الشباب الديموقراطي العالمي ممثلا لاتحاد الشباب التقدمي.
- لبنان سبتمبر 2010 زيارة إلي المخيمات الفلسطينية في لبنان في ضيافة اتحاد الشباب الديموقراطي اللبناني.
- جنوب أفريقيا ديسمبر 2010 شارك في مهرجان الشباب والطلاب العالمي.
- الأردن مارس 2011 عدة ندوات في عدة محافظات أردنية متحدثا عن الثورة المصرية.
- لبنان يونيو 2011 عدة ندوات عن الثورة المصرية.
- ألمانيا نوفمبر 2011 عدة ندوات في برلين وهامبرج متحدثا عن الثورة المصرية.
- تونس مارس 2013 المنتدي الاجتماعي الدولي.
- الولايات المتحدة الأمريكية سبتمبر 2013 شارك في أعمال الشق رفيع المستوي للدورة 68 للجمعية العمومية للأمم المتحدة.

## وصلات خارجية
- http://www.almasryalyoum.com/taxonomy/term/126110
- http://www.almasryalyoum.com/node/2012241
- http://www.vetogate.com/545763#.Uhp44Lzuc7A
- http://today.almasryalyoum.com/article2.aspx?ArticleID=394619&IssueID=2969